# Zelen Breg
Zelen Breg este o localitate din comuna Ravne na Koroškem, Slovenia, cu o populație de 169 de locuitori.